# کاسولی
کاسولی (به ایتالیایی: Casoli) یک منطقهٔ مسکونی در ایتالیا است که در استان کییتی واقع شده‌است.

## خصوصیات
کاسولی ۶۶ کیلومترمربع مساحت و ۵٬۹۰۱ نفر جمعیت دارد و ۳۷۸ متر بالاتر از سطح دریا واقع شده‌است.

## خواهرخوانده
شهر City of Canning خواهرخواندهٔ کاسولی هست.

## نگارخانه

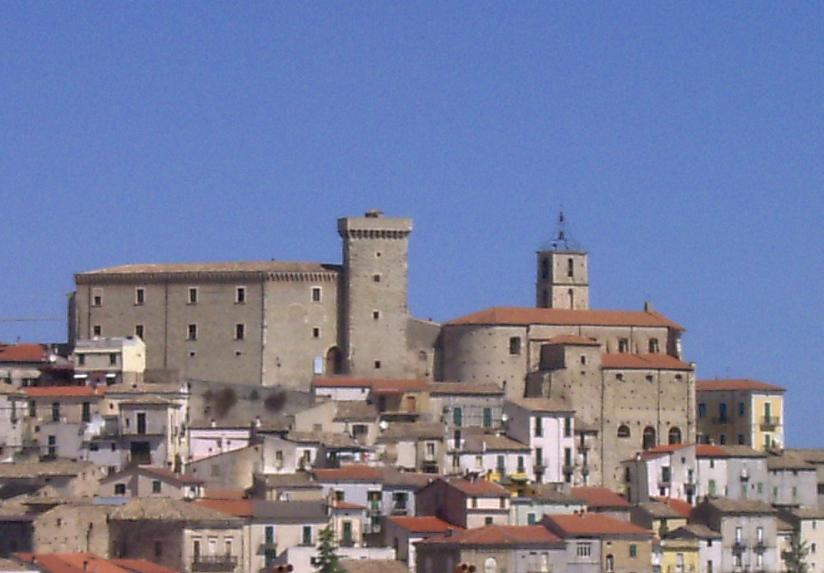
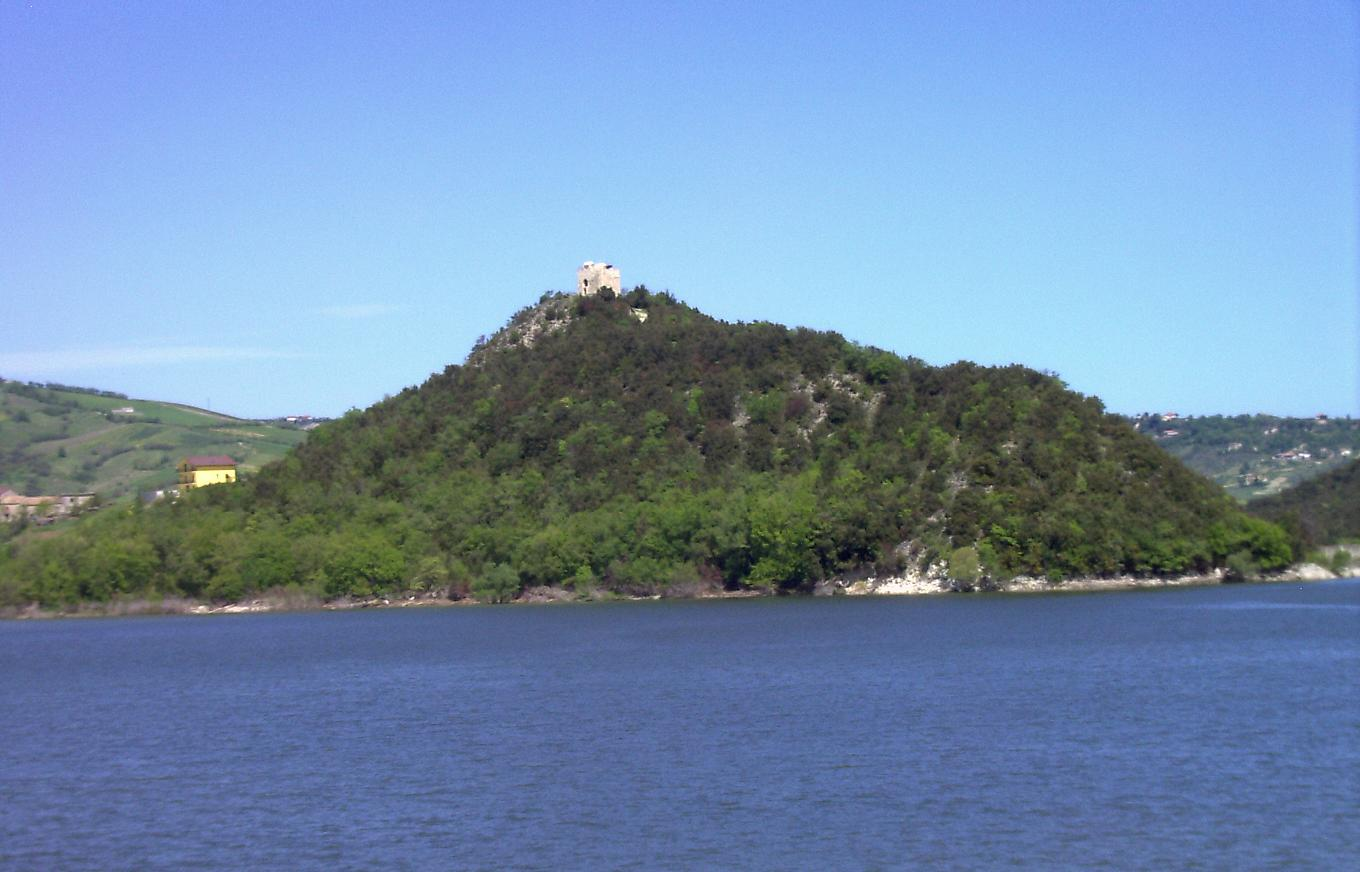
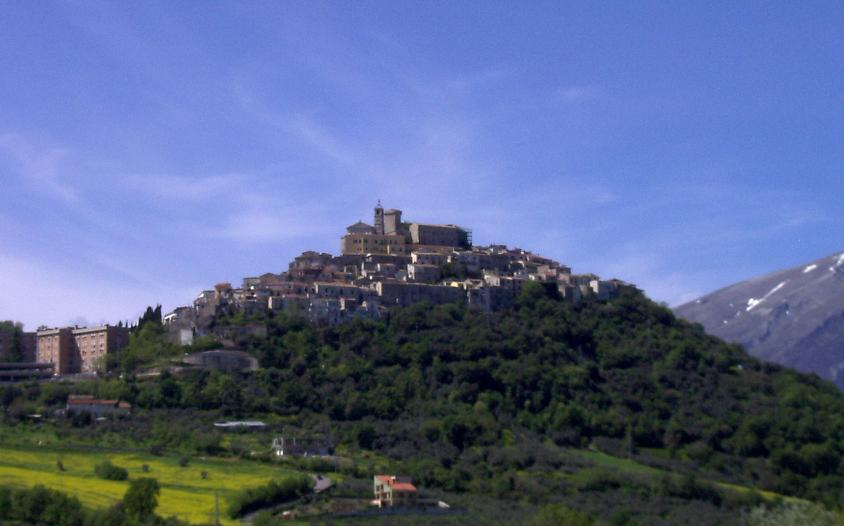